# Max von Widnmann

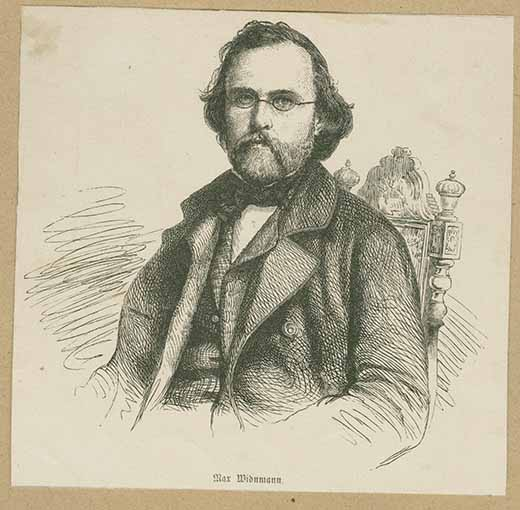
Max von Widnmann.

Max von Widnmann, född 16 oktober 1812 i Eichstätt, död 3 mars 1895 i München, var en tysk skulptör.
von Widnmann studerade i München för Ludwig Schwanthaler och vistades 1836–1839 i Rom. Där kom han i närmare förhållande till Bertel Thorvaldsen och utförde flera arbeten av mytologiskt innehåll. I München behandlade han såväl ideala ämnen som moderna uppgifter. Nämnas bör monumentet över furstbiskop Julius Echter von Mespelbrunn (i Würzburg), statyn av tonsättaren Orlando di Lasso (1848) i München, en marmorstod av Christian Daniel Rauch utanför Glyptoteket i München, bronsstatyer i München av Friedrich Schiller (1863) och Johann Wolfgang von Goethe (1869), ryttarstatyn där av Ludvig I, med två pager, som leder hästen, och på piedestalen bilder av poesin och religionen, konsten och industrin (1862), statyer av August Wilhelm Iffland (1864) och av Karl Theodor von Dalberg (1866) i Mannheim, samt kolossalfigurer av Castor och Pollux för huvudportalen till akademibyggnaden i München.

## Fotogalleri

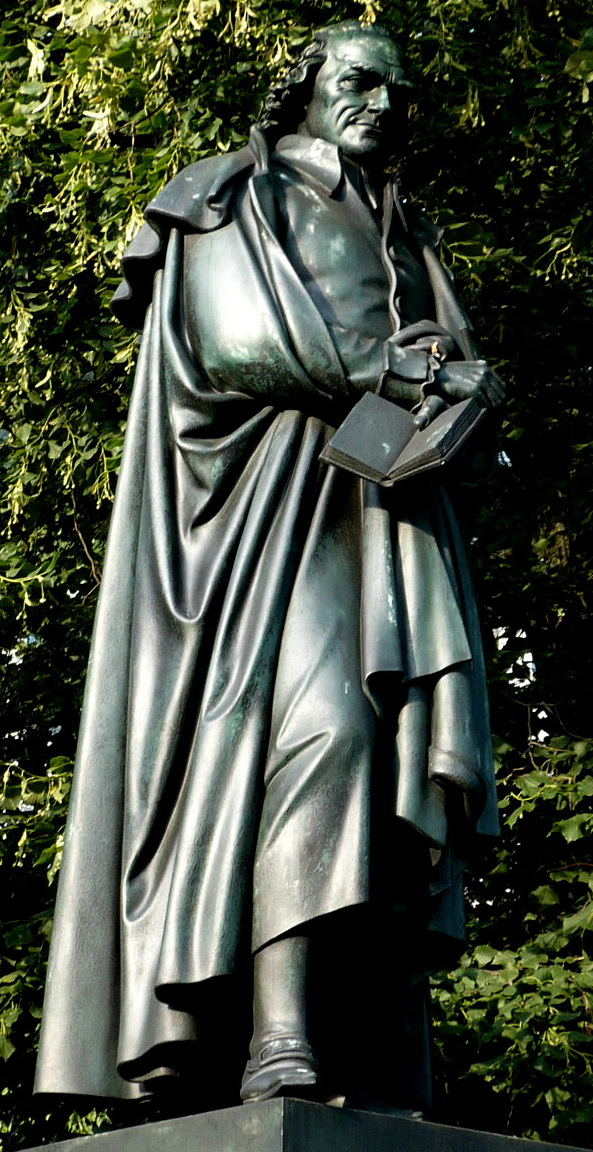
Lorenz von Westenrieder (Promenadeplatz, München, 1854)
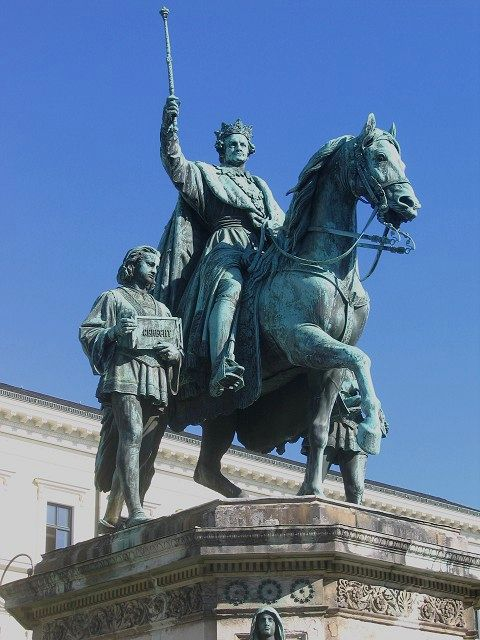
Ludvig I av Bayern (Odeonsplatz, München, 1862)